# Viktoria Winge
Viktoria Winge, née le 5 mars 1980 à Oslo en Norvège, est une actrice norvégienne.

## Biographie
Elle est la fille de l'acteur et metteur en scène Stein Winge et de l'actrice et chanteuse Kari Onstad. Viktoria Winge a été mannequin, puis a commencé sa carrière d'actrice en 2006, grâce au rôle d'Ingunn dans le film d'horreur Cold Prey. En 2009, elle a joué dans le film Daddy's Girl. Pour son rôle en 2006 dans le film Nouvelle Donne (Reprise), elle a gagné le Prix Amanda (Récompense cinématographique norvégienne), pour la meilleure actrice dans un second rôle.

## Filmographie
- 2006 : Cold Prey (Fritt Vilt) : Ingunn
- 2006 : Nouvelle Donne (Reprise) : Kari
- 2008 : Scratch : Lena
- 2008 : Max Manus : Solveig Johnsrud
- 2008 : Crossing Paths : Anniken
- 2009 : Daddy's Girl : Le jeune fille
- 2010 : Akvarium : Emma
- 2011 : Inside the Whore (Voix)
- 2011 : Kvinnefrisen (Voix)
- 2011 : Bambieffekten ; Cecilie
- 2012 : The Spiral (série TV)
- 2013 : Lilyhammer Saison 2 Episode 7 : Tiril